# Himmel oder Hölle (Film)
Himmel oder Hölle (im Fernsehen auch als Himmel und Hölle gezeigt) ist ein österreichischer Essayfilm von Wolfgang Murnberger aus dem Jahr 1990. Der Abschlussfilm des Burgenländers an der Kunsthochschule Wien beschäftigt sich autobiographisch mit einer Kindheit auf dem Land und den Faszinationen und Tabus, die die Umgebung und das Kino vermitteln.

## Handlung
Burgenland, 1970: Ein Zug hält an einem kleinen Bahnhof und als einzige Interaktion werden ein großes Paket und ein Kuvert hinausgeworfen. Es ist die wöchentliche Filmlieferung für die Lichtspiele Wiesen, einen Familienbetrieb. Der 10-jährige Wolfi ist dort Kartenabreißer. Er wird das Geschehen im Folgenden sparsam in burgenländischem Dialekt kommentieren. Ausschnitte aus der Austria Wochenschau werden gezeigt: Eine Tiersegnung in Wien oder eine Misswahl in Berlin. Ansatzlos werden Szenen dazwischengeschnitten, wie Schlachttiere betäubt werden, oder die nackten Brüste eines Pin-up-Girls. Es gibt das Prinzip des Filmes vor: Assoziative Verknüpfungen und subjektive Sichtweise. Ein bewegtes Logo erscheint: „Luzifer Film zeigt“, ein roter Teufel mit einer Filmkamera: Himmel oder Hölle.
Nach dem Titel sehen wir Wolfi mit seinen Freunden Hansi und Michi beim Indianerspielen auf der Wiese, nahe der Engländerbuche, in die jemand „Gott strafe England“ geritzt hat. Schneller Hirsch, Häuptling Adlerauge und das Halbblut nennen sie sich in ihrer Indianerbande. Wer im Spiel getötet wird, muss ein Vaterunser beten oder bis 100 zählen. Wolfi liegt gerade tot im Gras; sein Zählen gibt dem Film eine lose Struktur, seine Assoziationen und Erinnerungen bilden den Film, der keine klassische Handlung hat.
Gezählt werden dann Fleischfliegen im Hof des Onkels, der Fleischhacker ist, oder Einträge auf dem örtlichen Kriegerdenkmal. Das Kino wird vorgestellt. Wolfi sitzt manchmal im Projektorraum und beobachtet durch das Guckfenster Filme, für die er noch zu jung ist. Mit einem Freund „kletzelt“ er heimlich die schwarzen Klebestreifen von Aushangbildern, um nackte Frauen zu sehen, und sie bedienen sich an den Rumpastillen aus dem Kinobüffet.
Eine große Faszination ist das Feuer. Ein ganzes Westernfort wird aus Zündhölzern gebaut und samt den Plastikfiguren in Brand gesteckt, eine Puppe in einem Topf verbrannt, Weltkriegsschlachten mit Krachern nachgespielt oder Sabotage an einer Modelleisenbahn verübt. Als das gesammelte Schießpulver aus Schweizer Krachern explodiert, glaubt Wolfi kurz, blind zu sein, doch wurde nur seine Tauchmaske angeschwärzt.
In Rückblenden ist Wolfi erst fünf Jahre alt und bestaunt seine Umwelt mit offenem Mund. Wenn er ein kitschiges Heiligenbild an der Wand anschaut und die Kamera auf die Reproduktion schwenkt, beginnt die Einstellung schwarzweiß und wird im Schwenk farbig. Das zeigt ein Prinzip des Filmes: Was Wolfi mit eigenen Augen sieht, ist immer in Farbe, während Szenen aus anderer Sicht in Schwarzweiß gehalten sind. Die hehre Religion beschäftigt auch den älteren Wolfi, wenn er erst nach dem Anschneiden eines Brotes daran denkt, sich mit drei Kreuzen der Messerspitze für das täglich Brot zu bedanken, wenn er schlussfolgert, dass Kain irgendwann der einzige Mensch auf der Welt war und zu den Menschenaffen gehen musste, um die Urmenschen zu zeugen, oder wenn der Pfarrer gepredigt hat, dass auch ein Kinobesuch eine Sünde sein kann.
Der Tod ist ein weiteres Thema. Wolfi sieht zu, wie sein Onkel einen Stier und ein Schwein schlachtet. In Schweineblut taucht er Knödelbrot, auf Schweinehälften schlägt er mit einem Stock ein und ein Stierauge schneidet er auf, um das letzte gesehene Bild des Tiers zu entdecken, findet aber nur Gallert vor. Tot wäre auch Wolfis Vater gewesen, hätte ein Dum-Dum-Geschoß nicht seinen Oberschenkel glatt durchschossen, sondern hätte seinen Knochen getroffen. Dann hätte es auch Wolfi nie gegeben, wie der Vater aus dem Krieg erzählt. Ein faszinierender Ort für den kleinen Wolfi war auch das Wirtshaus seines Onkels, wo alte Leute Schach spielten.
Ein ständiges Thema ist Sexualität. Die Filmaushänge und Filmtitel von billigen Sexfilmen haben wie schon erwähnt enorme Anziehungskraft. Wolfi schmuggelt einen Filmstreifen mit nackten Brüsten aus dem Projektorraum des Kinos. Der Brockhaus in Frakturschrift wird für das aufklappbare Anatomie-Schaubild einer Frau konsultiert. Als Wolfi zum ersten Mal einen feuchten Traum hat, ist das Ende der Kindheit und des Films eingeläutet.
Am Ende ist Wolfi bei 100 angelangt und darf wieder am Indianerspiel teilnehmen. Wir sehen die drei Kinder eine steile Wiese hinauflaufen, das schwarzweiße Bild wird dabei allmählich farbig. Auch die letzte Einstellung, in der Wolfi im Kino das Licht abschaltet und das Filmrollenpaket auf die Straße befördert wird, ist farbig.

## Produktion
Der Film wurde gefördert vom österreichischen Bundesministerium für Unterricht, Kunst und Sport, vom Kulturamt des Landes Niederösterreich, vom Kulturamt des Landes Burgenland, von der Stadt Wien und von Agfa-Gevaert.
Er wurde an der Hochschule für Musik und darstellende Kunst Wien, Abteilung Film und Fernsehen, hergestellt und war der Film, mit dem Murnberger sein Studium abschloss.
Murnberger gab seiner engeren Familie, der autobiographischen Natur des Films gemäß, Rollen im Film. Die Widmung am Anfang des Films lautet „Für meine Eltern“.
Die Länge des Films wird vielfach mit 75 Minuten angegeben. Auf der DVD „Der österreichische Film #08“ beträgt die Spielzeit 71:07 Minuten.

## Rezeption
Der Film lief auf einigen Filmfestivals und kam im April 1991 sowohl in die österreichischen als auch in die bundesdeutschen Kinos.
- Filmdienst: „Ein Debütfilm, angelegt als eine in assoziativen Bildern filmisch souverän entwickelte autobiografische Meditation. Seine radikal private Geschichte wird mit Humor und Einfühlungsvermögen ohne idyllische Beschönigungen erzählt. – Sehenswert.“[2]

2006 wurde der Film gemeinsam mit Ich gelobe in die erste Staffel der DVD-Reihe Der österreichische Film aufgenommen.

## Auszeichnungen
Filmfestival Max Ophüls Preis 1991
- Max-Ophüls-Preis: Beste Regie (Filmpreis des saarländischen Ministerpräsidenten) für Wolfgang Murnberger

International Film Festival Rotterdam 1991
- Nominiert für den FIPRESCI-Preis – Besondere Erwähnung

Tokyo International Film Festival 1991
- Bronze Award